# 나라하정
나라하정(일본어: 楢葉町 나라하마치[*])은 일본 후쿠시마현 후타바군의 정이다.
도쿄 전력 후쿠시마 제2 원자력 발전소의 4호기가 있다.

## 역사
- 1956년 - 기도촌, 다쓰타촌이 합병해 나라하정이 탄생하였다.
- 2015년 9월 5일 - 동일본 대지진 피난 지시가 해제되었다.

## 인구
| 연도 | 인구   | ±%     |
| ---- | ------ | ------ |
| 1920 | 7,011  | —      |
| 1930 | 7,513  | +7.2%  |
| 1940 | 7,692  | +2.4%  |
| 1950 | 11,695 | +52.0% |
| 1960 | 9,477  | −19.0% |
| 1970 | 8,215  | −13.3% |
| 1980 | 8,366  | +1.8%  |
| 1990 | 8,322  | −0.5%  |
| 2000 | 8,380  | +0.7%  |
| 2010 | 8,188  | −2.3%  |

## 교통

### 철도
- 동일본 여객철도 조반선

### 도로
- 국도 6호선